# Laetmonice brevihastata
Laetmonice brevihastata är en ringmaskart som först beskrevs av Ehlers 1918.  Laetmonice brevihastata ingår i släktet Laetmonice och familjen Aphroditidae. Inga underarter finns listade i Catalogue of Life.